# سیوکی
سیوکی، روستایی از توابع بخش مرکزی شهرستان تربت حیدریه در استان خراسان رضوی ایران است.
سیوکی یکی از روستاهای قدیمی در ۱۵ کیلومتری جنوب تربت حیدریه است؛ که دو آب انبار قدیمی و شماری مزارهای تاریخی و خانه‌های زیرزمینی آن، ارزش تاریخی دارد و محلی برای گردشگری و ایرانشناسی است. در بهمن سال ۱۳۹۵ ادارهُ میراث فرهنگی و صنایع دستی و گردشگری تربت حیدریه یک آب انبار این روستا را مربوط به دورهُ صفویه دانست و اعلام کرد که پس از مرمت، به موزهُ مردم‌شناسی تبدیل خواهد شد. آب و هوای سیوکی سرد و بیشتر خانه‌های آن کاهگلی است. محصولات این روستا علاوه بر گندم و جو، میوه‌های فصلی و انار و خربزه و هندوانه و گرمک یا تیل می‌باشد.

## جمعیت
این روستا در دهستان پایین ولایت قرار دارد و براساس سرشماری مرکز آمار ایران در سال ۱۳۸۵، جمعیت آن ۱٬۱۳۵ نفر (۳۲۶خانوار) بوده‌است.